# 彭错蒿
彭错蒿（学名：Artemisia penchuoensis）为菊科蒿属的植物，是中国的特有植物。分布在中国大陆的四川等地，多生在中或低海拔地区路旁，目前尚未由人工引种栽培。